# Castillo-palacio de La Bisbal
El castillo de La Bisbal, situado en el centro de la población catalana La Bisbal del Ampurdán, es el antiguo palacio episcopal residencia de los obispos de Gerona, que eran señores de la ciudad. Constituye una extraordinaria muestra de la arquitectura civil de la Edad Media.

## Historia
Documentado desde el año 1180, entre los siglos XII y XIII fue escenario de los duros enfrentamientos entre la familia Cruïlles y el obispado de Gerona. Finalmente, el obispado recibiría la plena jurisdicción civil y criminal de la villa por decisión de Jaime I de Aragón. A partir de aquí, el obispado centralizó la administración de sus importantes posesiones.

## Arquitectura
De origen románico de finales del siglo XII, fue fuertemente reformado en el siglo XIV con la construcción de otras dependencias como un patio de armas, graneros, huertos, y sobre todo con una muralla exterior. También se modificó en los siglos XVI y XVII con el añadido de un cuerpo rectangular en la fachada de poniente. 
Tiene un patio central y enfrente de la fachada quedan los restos de sus antiguas murallas que rodeaban la antigua plaza de armas del castillo. Conserva una capilla románica en la parte alta. Sobre la puerta principal se observan los signos de identidad, escudo, nombre del obispo Francisco Arévalo de Zuazo, y el año 1604, para conmemorar las obras de reformas realizadas. 
Durante el siglo XIX se utilizó como prisión. 
Actualmente aloja el Archivo Histórico Comarcal y desde su terraza superior se observa una vista panorámica excelente de la ciudad y de la llanura que se extiende hasta la sierra de las Gavarres.